# Patrick Niklas
Patrick Niklas (* 13. November 1987 in Eisenstadt) ist ein österreichischer Fußballspieler auf der Position eines Mittelfeldspielers und Stürmers. Seit Sommer 2017 spielt er beim ASV Hornstein mit Spielbetrieb in der fünftklassigen II. Liga Nord im Burgenland.

## Karriere

### Jugend
Niklas begann seine aktive Karriere als Fußballspieler drei Tage nach seinem sechsten Geburtstag am 16. November 1993 im Nachwuchsbereich des seinerzeit sehr erfolgreichen SC Eisenstadt. Dort durchlief er einige Jugendspielklassen, ehe er 1996 als Kooperationsspieler in den Nachwuchs des ASV Neufeld wechselte. Dabei wechselte er bis zum Jahre 2001 oftmals zwischen den beiden Vereinen, bevor er ab Juni 2001 fix vom Verein aus Neufeld an der Leitha als Jugendspieler aufgenommen wurde. Eine Ausnahme barg ein leihweiser Wechsel in die Jugend des SV Schattendorf (2000 bis 2001).
Nach über zwei Jahren im Nachwuchs des ASV Neufeld folgte im September 2003 ein Wechsel zum 1. Wiener Neustädter SC, wo er als Jugendleihspieler aufgenommen wurde. Nach einem knapp zehnmonatigen Aufenthalt kehrte er jedoch bereits im Juli 2004 wieder zu seinem Stammverein zurück.

### Vereinskarriere
Abermals ein Jahr später wurde Niklas zum ASK Baumgarten transferiert, dessen erste Kampfmannschaft ihren Spielbetrieb zum damaligen Zeitpunkt in der vierthöchsten österreichischen burgenländischen Landesliga, die gleichzeitig die höchste Spielklasse des Bundeslandes Burgenland ist. Gleich in seiner ersten Saison als Vereinsspieler wurde er mit dem Team Meister und stieg so in die drittklassige Regionalliga Ost, einer von drei parallel laufenden Staffeln, auf. In der Endtabelle führte die Mannschaft mit fünf Punkten Vorsprung auf den ASK Horitschon und hatte dabei eine wesentlich bessere Tordifferenz. In der folgenden Saison in der Regionalliga Ost kam er in 24 Spielen zum Einsatz und erzielte dabei acht Treffer. Das Team aus dem burgenländischen Baumgarten erreichte dabei mit dem zehnten Rang in der Endtabelle einen Platz im dritten Tabellenviertel.
Zur Winterpause der Saison 2006/07 wechselt der gebürtige Eisenstädter nach Mattersburg zum dort ansässigen SV Mattersburg. Beim Verein stand er unter anderem in deren Bundesligakader, kam jedoch zu keinem einzigen Pflichtspieleinsatz. Nebenbei absolvierte er 20 Meisterschaftsspiele für die Mattersburg Amateure, die ihren Spielbetrieb zum damaligen Zeitpunkt noch in der viertklassigen burgenländischen Landesliga hatten. Mit dem Team schaffte er am Ende der Saison 2006/07 mit acht Punkten Vorsprung auf den Zweitplatzierten ASK Kohfidisch den sofortigen Aufstieg in die nächsthöhere Spielklasse. Bei seinen 20 Einsätzen in der RL Ost während der Spielzeit 2007/08 kam er vier Mal zum Torerfolg. Nach einer mehr oder weniger passablen Saison erreichte die Mannschaft in der Schlusstabelle nach 30 gespielten Runden den zwölften von sechzehn Plätzen.
Im Juli 2008 kehrte Niklas wieder zu seinem ehemaligen Verein, dem ASK Baumgarten, der mittlerweile wieder in die Landesliga abgestiegen war, zurück. Nach 27 Meisterschaftseinsätzen und 19 Treffern war Niklas in der Saison 2008/09 quasi der Hauptverantwortliche für den erneuten Aufstieg in die Drittklassigkeit. Von diesen Erfolgen sichtlich beeindruckt bekam er in der Sommerpause vor der Saison 2009/10 einen Profivertrag vom Aufsteiger aus der zweitklassigen Ersten Liga in die Bundesliga, dem SC Magna Wiener Neustadt angeboten, den er daraufhin auch unterzeichnete.
Beim Klub wurde er sofort in den Bundesligakader aufgenommen und erhielt dazu einen Stammplatz im Amateurteam des Vereines, das ihren Spielbetrieb in der fünftklassigen 2. Landesliga Burgenland hat. Bis dato  kam er zu elf Meisterschaftseinsätzen und vier Toren für das Amateurteam. Für das Profiteam gab er sein Debüt, als er beim Zweitrundenspiel des ÖFB-Cups 2009/10 gegen den FC Pasching nach in der Halbzeitpause für Daniel Dunst ausgewechselt wurde. Die Bundesligamannschaft gewann gegen das Regionalligateam am Ende nach absolviertem Elfmeterschießen. Zuvor waren die Wiener Neustädter lange Zeit mit 0:2 im Rückstand, ehe in der 88. Spielminute der Anschlusstreffer und in der 93. Minute der Treffer zum Ausgleich erzielt wurde.
Sein Bundesligadebüt gab Niklas am 4. Dezember 2009 beim 3:1-Auswärtssieg über seinen ehemaligen Verein, den Mattersburg. Im Spiel wurde er in der 83. Minute für Patrick Wolf eingewechselt und übernahm dabei einen Part im Mittelfeld. Anzumerken ist, dass er bei all seinen Amateurstationen den Part als klassischer Stürmer innehat bzw. hatte und nur im Profibereich als Mittelfeldakteur zum Einsatz kommt. Zu seinem ersten Treffer als Profifußballspieler kam er bei seinem erst zweiten Bundesligaeinsatz, als er beim 4:0-Heimsieg über den LASK Linz am 12. Dezember 2009 in der 72. Minute für Tomas Šimkovič ins Spiel kam und in der 90. Spielminute nach einem Lattenpendler von Diego Viana zum 4:0-Endstandstreffer abstaubte.
In der Sommerpause vor der Saison 2010/11 wechselte Niklas in die Regionalliga Ost zum Aufsteiger SC Ritzing, da er beim SC Magna Wr. Neustadt in Ungnade gefallen war, weil er vermehrt dem Montagstraining des Profiteams fernblieb. Da ihm der Vizepräsident des Klubs, Ernst Neumann, mitteilte dieses Verhalten nicht weiter zu dulden, löste Niklas einvernehmlich mit dem Verein seinen Vertrag auf.

## Erfolge
- 3× Meister der Landesliga Burgenland: 2005/06 (ASK Baumgarten), 2006/07 (Mattersburg Amat.), 2008/09 (ASK Baumgarten)
- 1× Torschützenkönig der Landesliga Burgenland: 2008/09